# 長富祐一郎
長富 祐一郎（ながとみ ゆういちろう、1934年7月21日 - 2013年1月24日）は、兵庫県出身の大蔵官僚。関税局長などを歴任。叙正四位。

## 学歴
- 福岡市立大名小学校、福岡学芸大学附属中学校（現在の福岡教育大学附属福岡中学校）、東京都立日比谷高等学校（市川学園中学校からの転入）卒業
- 1958年（昭和33年）3月：東京大学法学部第2類（公法コース）卒業[2]

## 職歴
- 1958年4月：大蔵省入省（大臣官房文書課）
- 1960年4月：近畿財務局理財部金融課
- 1961年7月：関東信越国税局調査察部
- 1962年5月：大臣官房兼臨時行政調査会
- 1963年10月：為替局企画課
- 1964年7月：国際金融局国際機構課企画係長[3]
- 1965年7月：大垣税務署長
- 1966年8月：国有財産局国有財産第一課 課長補佐
- 1967年11月：外務省研修所
- 1968年4月：在米国大使館 二等書記官
- 1970年7月：在米国大使館 一等書記官
- 1971年5月：証券局企業財務第一課 課長補佐
- 1972年5月：証券局資本市場課 課長補佐
- 1973年7月：大臣官房文書課 課長補佐（審査）[4]
- 1974年7月：大臣官房文書課 課長補佐（総括・審査）[5]
- 1975年7月：大臣官房文書課 広報室長
- 1976年7月：大臣官房参事官（証券取引関係担当）
- 1978年1月：内閣審議官（兼任、～2月）（牛場信彦対外経済担当大臣付）
- 1978年12月：大臣官房付参事官兼内閣審議官（大平研究会）
新たに政策研究グループの実質的な人材選択、橋渡しをする役目として設けられた審議室の別室に設置されたため、補佐官と肩書されている[6]。
- 1980年7月：大臣官房参事官（広報・調査企画担当）[7]
上司である水野繁大臣官房審議官（大臣官房調査企画課担当）、部下である田波耕治大臣官房文書課企画官、竹島一彦同課企画官、中島義雄大臣官房秘書課企画官とともにシンクタンク（仮称 OIRA、現在の財務総合政策研究所に当たる）の創設を検討したという[7]。
- 1981年7月：関税局企画課長
- 1982年6月：大臣官房調査企画課長
- 1983年6月：大臣官房審議官
- 1985年5月：大臣官房審議官兼財政金融研究室次長
- 1987年6月：日本銀行政策委員会委員
- 1988年6月：関税局長
- 2004年：瑞宝中綬章受章[8]
- 2013年1月24日：心筋梗塞のため死去[1]

## 同期入省者
同期に、角谷正彦（国税庁長官）、尾崎護（国民生活金融公庫総裁、大蔵次官、国税庁長官、主税局長、主税局担当審議官）、新藤恒男（西日本シティ銀行頭取）、冨金原俊二（経企次官）、安原正（環境次官）、村本久夫（中央三井信託銀行会長）、関要（日本証券業協会副会長）、柿澤弘治（外務大臣）、大野功統（防衛庁長官）など。

## 家族
- 父 長富甚八郎（京都帝国大学経済学部卒、平南鋼材社長）
- 岳父 清宮博（電気工学者、元富士通社長）